# Eriachneae
Eriachneae es una tribu de plantas herbáceas perteneciente a la familia de las poáceas.

## Géneros
Eriachne, Pheidochloa